# Steve Douglas
Pour les articles homonymes, voir Douglas.
Steven Douglas Kreisman, né le 24 septembre 1938  et décédé le 19 avril 1993, était un saxophoniste, flûtiste et clarinettiste juif américain. 
Mieux connu comme musicien de scène et de session à Los Angeles, membre du Wrecking Crew, et a donc travaillé avec Phil Spector, Brian Wilson et The Beach Boys. On peut l'entendre sur des enregistrements de Duane Eddy, Aretha Franklin, Elvis Presley, Willy DeVille, Bob Dylan, entre autres. Il a produit l'album Le Chat Bleu de Mink DeVille.
Il est décédé en 1993 d'une crise cardiaque, et fut introduit dix ans plus tard au Rock and Roll Hall of Fame dans la catégorie « Sidemen ».

## Discographie sélective
- The Beach Boys : les albums Pet Sounds et 15 Big Ones
- Bob Dylan : les albums Street Legal, Bob Dylan at Budokan, Shot of Love, Knocked Out Loaded
- Sammy Hagar : Street Machine